# The Bedroom Tapes
The Bedroom Tapes è il diciottesimo album in studio della cantautrice statunitense Carly Simon, pubblicato il 16 maggio 2000 dall'etichetta discografica Arista Records.

## Tracce
Testi e musiche di Carly Simon, eccetto dove indicato.
1. Our Affair – 4:16
2. So Many Stars – 5:35
3. Big Dumb Guy – 5:54 (Carly Simon, Tom "T-Bone" Wolk, Larry Ciancia, Jesse Farrow)
4. Scar – 5:32
5. Cross the River – 5:59
6. I Forget – 4:33
7. Actress – 4:48
8. I'm Really the Kind – 4:27
9. We, Your Dearest Friends – 4:49
10. Whatever Became of Her – 4:56
11. In Honor of You (George) – 5:50 (Carly Simon, George Gershwin, Ira Gershwin)

Tracce aggiunte nella versione limitata del 2002
1. Grandmother's House – 5:39
2. Sangre Dolce – 3:11

Tracce aggiunte nella versione speciale del 2015
1. Grandmother's House – 5:39
2. When Manhattan Was a Maiden – 5:21

## Classifiche
| Classifica (2000) | Posizione massima |
| ----------------- | ----------------- |
| Stati Uniti       | 90                |